# ワン・ポテト・ツー
「ワン・ポテト・ツー」（1-potato-two）は、かつて存在したベイクドポテトのファストフード店。

## 概要
ベイクドポテトがメインメニューの、アメリカから上陸したファストフードチェーンで、
80年代後半に横浜を中心にいくつか店舗が存在したが、数年で撤退後、現在はアメリカ本国とも事業終了しているもよう。
ねっとりと焼き上げ半切りにした楕円の皮つきベイクドポテトにミートソースやチーズなどの好きなトッピングを加えてもらう形式。
ポテトの大きさは楕円形で13～15cmほど、使い捨てプラスチックの容器・食器で提供された。
Andy Steinfeldtにより1979年に創業され、2011年からはミネソタ州ミネアポリス・バーンズビルに本拠地が置かれた。

ショッピングモールなどにフランチャイズ展開され、サワークリームやチーズなどトッピングは100種類にも及んだ。
29店舗を展開したが1999年にWrapsters/NYB Foodsに買収されたのち、
2003年にNew York Subs chainが獲得したのちは不明。

## かつて存在した店舗
- 相鉄ライフ 緑園都市店[要出典]
- 天王町店[8]
- マイカル本牧店[要出典]